# Juan García-Santacruz
'Juan García-Santacruz Ortiz (Navahermosa, 11 de enero de 1933 – Toledo, 12 de marzo de 2011) fue un obispo católico, titular de la Diócesis de Guadix.

## Biografía
Juan García-Santacruz Ortiz fue ordenado sacerdote el 26 de mayo de 1956, realizando los estudios formativos en Toledo. Allí también se graduó en Magisterio y Filosofía, con especialidad en Psicología.
En su cargo como párroco, estuvo en diferentes diócesis de Toledo y ejerció como profesor de Religión en diferentes centros de Toledo. 
El 14 de junio de 1992 es nombrado Obispo de Guadix, cargo que ocupó hasta 2009. El 24 de febrero fue ingresado en el hospital de Las Tres Culturas de Toledo (actual QuirónSalud) por una afección cardio-respiratoria, falleciendo 16 días después.